# IEEE 802.11ay
IEEE 802.11ay és una modificació de l'estàndard 802.11 per WLAN desenvolupat pel grup de treball 11 del comitè d'estàndards LAN/MAN del IEEE (IEEE 802), que opera a la banda ISM de 60 GHz, la qual cosa permet altes velocitats de transmissió de multi gigabit/s. IEEE 802.11ay és una millora de la norma IEEE 802.11ad, on s'han realitzat millores d'amplada de banda (4 cops més) i d'antenes MIMO (4 streams o enllaços). Aquest estàndard fou creat per l'aliança Wireless Gigabit Alliance (WiGig). El primer esborrany d'IEEE 802.11ay fou publicat l'octubre del 2017 i és prevista la ratificació el 2019.
Normativa que aplica als dispositius que operen a la banda 60 GHz: ETSI EN 302 567

## Especificacions tècniques
802.11ay especifica una freqüencia de treball de 60 GHz i una velocitat de transmissió de dades de 20-40 Gbits/s, amb una distància de cobertura de 300-500 metres. Presenta tecnologia de múltiples MIMO. 802.11ay no serà un nou tipus de WLAN sinó que serà una millora de 802.11ad. Passem d'una banda de 2.16 GHz a 8.64 GHz. MIMO té 4 streams amb velocitats de 44 Gbit/s i un total de 176 Gbit/s. Modulacions d'ordre superior com 256-QAM.